# Kloster Segenstal und St.-Stephans-Kirche (Vlotho)

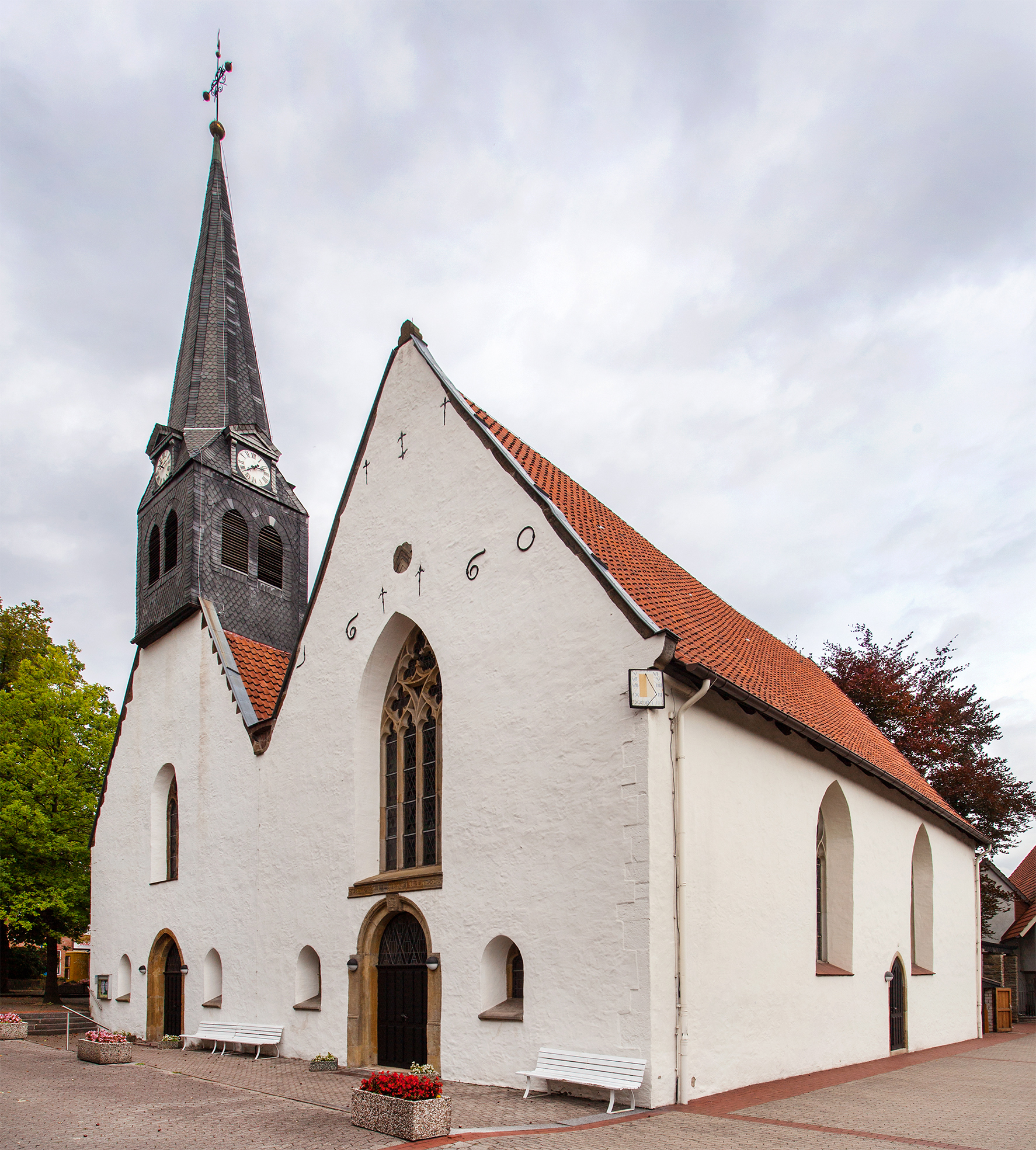
St.-Stephans-Kirche

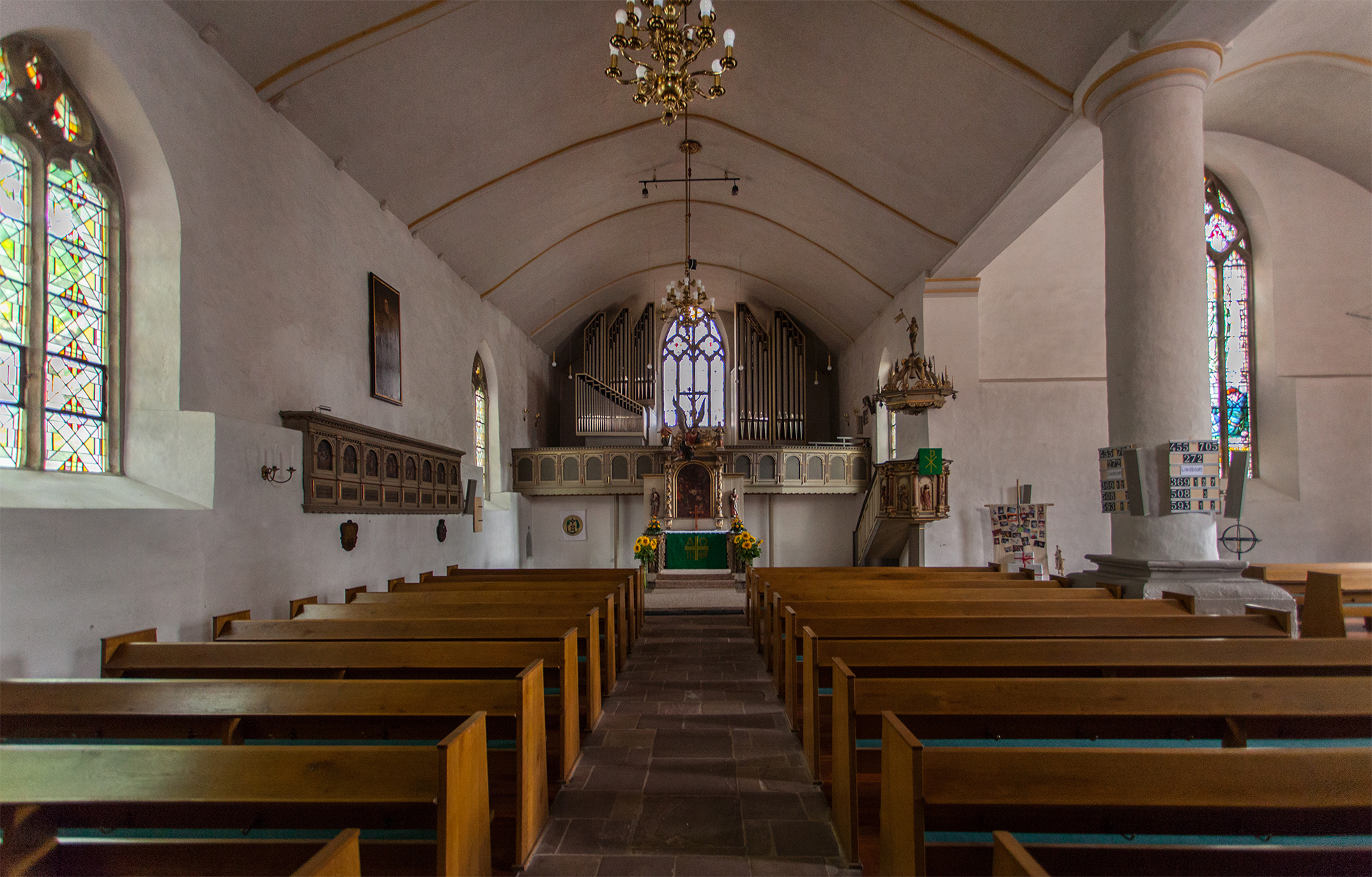
Innenraum der St.-Stephans-Kirche

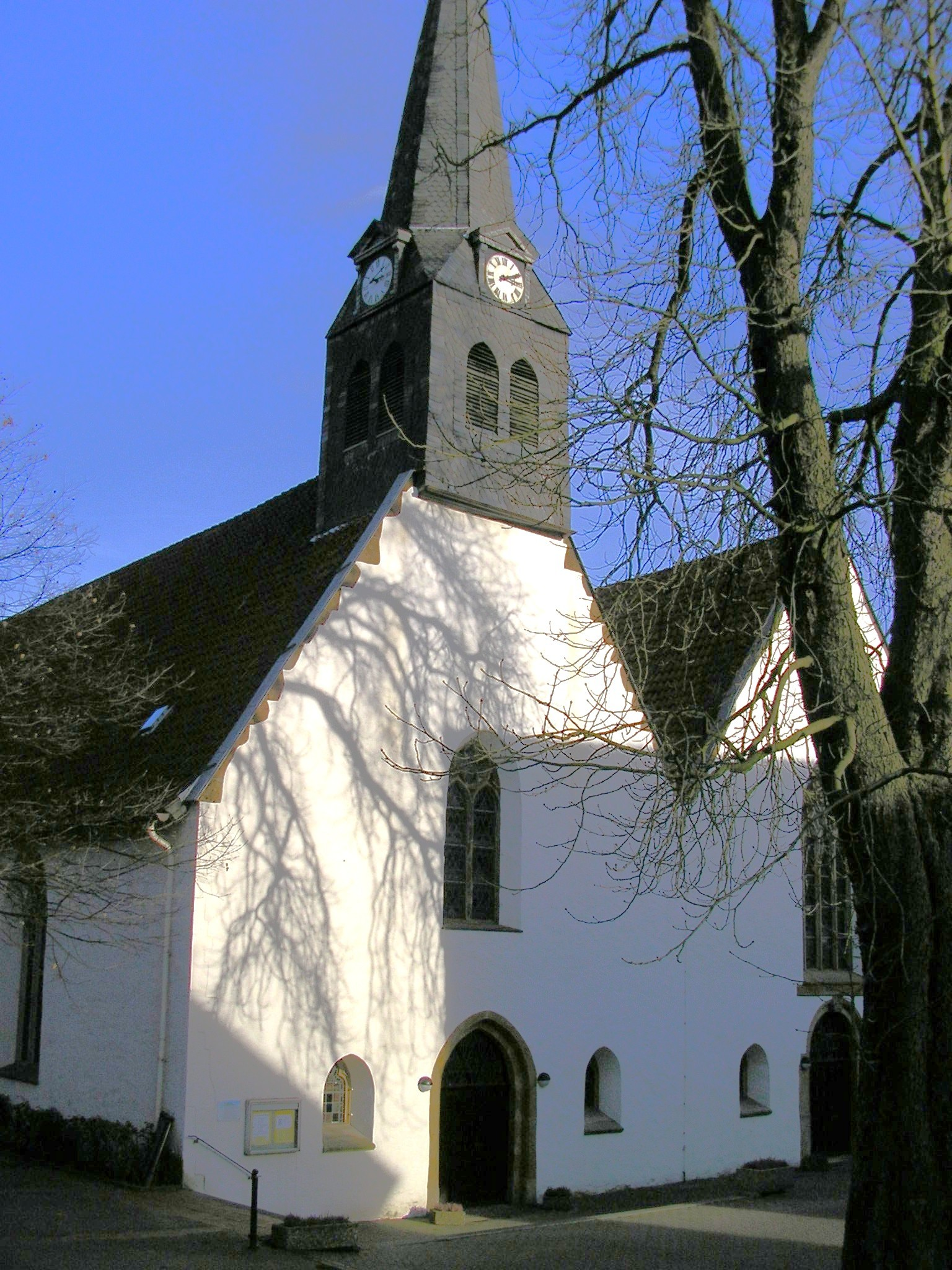
St. Stephan zu Vlotho

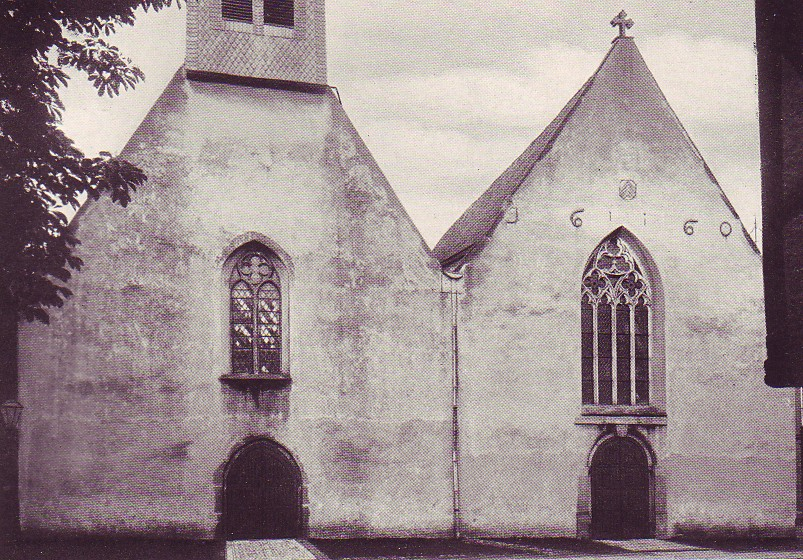
Die Stephanskirche 1903

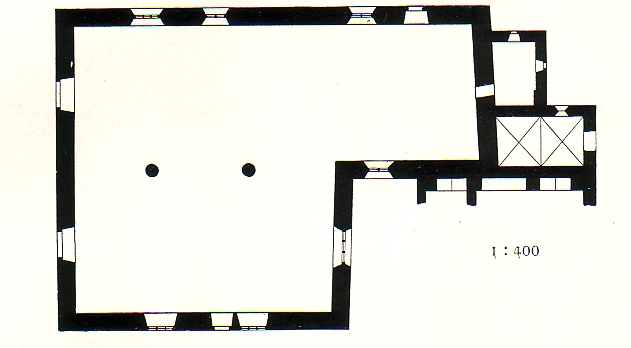
Grundriss von St. Stephan

Die heutige St.-Stephans-Kirche der evangelisch-lutherischen Gemeinde von Vlotho im nordrhein-westfälischen Kreis Herford gehörte vormals zum Zisterzienserinnen- und späteren Zisterzienserkloster Segenstal („Vallis benedictionis“).

## Geschichte
Das Kloster Segenstal wurde zunächst 1252 von Graf Heinrich von Oldenburg vom Zisterzienserinnenkloster Leeden aus gegründet. Der Graf stiftete hierfür eine Besitzung in Rehme an der Weser. 1258 schenkte der Graf dem Kloster die sogenannte Alte Burg in Vlotho. Die Einwohner Vlothos müssen die Neugründung nicht sehr begrüßt haben, denn 1260 wies Papst Alexander IV., der 1259 das Kloster bestätigt und in seinen Schutz genommen hatte, den Erzbischof von Köln und die gesamte Geistlichkeit an, alle Laien zu bannen und Geistlichen abzusetzen, die das Kloster im Besitz seiner Güter stören und mindern würden.
Da das Klostergelände im Überschwemmungsgebiet der Weser lag, erfolgte 1288 nochmals eine Verlegung in das seit der Jahrhundertmitte zur Stadt erhobene Vlotho. 1289 erteilte der Erzbischof von Mainz denjenigen einen Ablass von 40 Tagen, die die Nonnen beim Bau des Klosters unterstützten. 1306 bat die Äbtissin Lucca von Vlotho den Abt des Klosters Loccum um Rat, da sie wegen großer Armut des Klosters Güter verkaufen musste. Die Klosterkirche schließlich konnte erst nach 36 Jahren Bauzeit geweiht werden. Die Weihe nahm Bischof Ludwig von Minden vor. Hierbei wurde die Kirche zunächst dem hl. Georg geweiht.
1349 wütete im Kloster die Pest und in der Fehde der Stadt Minden mit dem Grafen Simon zur Lippe wurde es durch einen Großbrand fast vollständig zerstört. Für den Wiederaufbau erhielten die Nonnen einen Ablassbrief der in Avignon weilenden Bischöfe. Die wirtschaftliche Lage des Klosters war danach so schlecht, dass die Nonnen sich wiederholt gezwungen sahen, Besitz des Klosters zu verkaufen und zu verpfänden, darunter 1426 zwei Bände des Alten Testaments. Die Handschriften wurden teilweise vom Abt des Klosters Loccum wieder eingelöst. Infolge der großen Armut nahm in dieser Zeit auch das klösterliche Leben Schaden. Nach einem Bericht des Loccumer Abtes an den Papst wurde das Kloster aufgehoben und die Nonnen auf das Kloster Lilienthal bei Bremen und Rulle bei Osnabrück verteilt.
1430 übernahmen Zisterzienser aus Loccum das Kloster, das weiterhin unter der Abhängigkeit des Abtes von Loccum stand. Obwohl das Kloster hierbei neue Schenkungen erhielt, konnten auch die Mönche es nicht halten. 1514 wurde über ein Nachlassen der Ordenszucht im Kloster berichtet. Bedingt durch die Reformation bestand der Konvent 1533 nur noch aus vier Mönchen. Nach dem Tod des letzten Mönches 1560 wurden die Klostergüter vom Landesherrn eingezogen und das Kloster aufgelöst.
Die ehemalige Klosterkirche dient der lutherischen Gemeinde von Vlotho seit der Reformation als St.-Stephans-Kirche als Gotteshaus. 1659/60 wurde das südliche Schiff angefügt. Die zwei Schiffe gleicher Breite mit eigenen Giebeln, Längsdächern  und Westeingängen sind mit bündiger Westfassade erbaut und im Inneren mit zwei Rundpfeilern verbunden worden.
Das Kapitelhaus wurde als Schulhaus genutzt, ehe es 1654 abgebrochen und durch einen Neubau ersetzt wurde. Heute befindet sich darin ein Jugendheim. Geringe Teile des Kreuzgangs haben sich südöstlich der Stephanskirche erhalten.

## Orgel
Die Orgel  wurde 1965 von Gustav Steinmann (Vlotho) erbaut und verfügt über 30 Register (Schleifladen).
| I. Rückpositiv C–g3 |                 |       |
| 01.                 | M.Gedackt       | 8′    |
| 02.                 | Quintade        | 08′   |
| 03.                 | Prinzipal       | 04′   |
| 04.                 | Blockflöte      | 04′   |
| 05.                 | Waldflöte       | 02′   |
| 06.                 | Sesquialtera II | 2 ⁄3' |
| 07.                 | Oktave          | 01′   |
| 08.                 | Scharf IV       |       |
| 9.                  | Dulzian         | 16'   |
|                     | Tremulant       |       |

| II. Hauptwerk C–g3 |              |        |
| 10.                | Prinzipal    | 08′    |
| 11.                | Rohrflöte    | 8'0    |
| 12.                | Oktave       | 04′    |
| 13.                | Gemshorn     | 04′    |
| 14.                | Oktave       | 2'     |
| 15.                | Mixtur IV-VI | 01 ⁄3' |
| 16.                | Trompete     | 8'     |

| III. Brustwerk C–g3 |             |       |
| 17.                 | Holzgedackt | 8′    |
| 18.                 | Rohrflöte   | 4′    |
| 19.                 | Prinzipal   | 2′    |
| 20.                 | Nasat       | 1 ⁄3′ |
| 21.                 | Zimbel III  |       |
| 22.                 | Vox Humana  | 8′    |
|                     | Tremulant   |       |

| Pedal C–f1 |             |        |
| 23.        | Prinzipal   | 16′    |
| 24.        | Subbass     | 16′    |
| 25.        | Oktave      | 08′    |
| 26.        | Pommer      | 08′    |
| 27.        | Oktave      | 04′    |
| 28.        | Choralflöte | 02′+1' |
| 29.        | Basszink IV | 2 ⁄3'  |
| 30.        | Posaune     | 16′    |

- Koppeln: II/I, III/II, I/P, II/P